# Busklemme

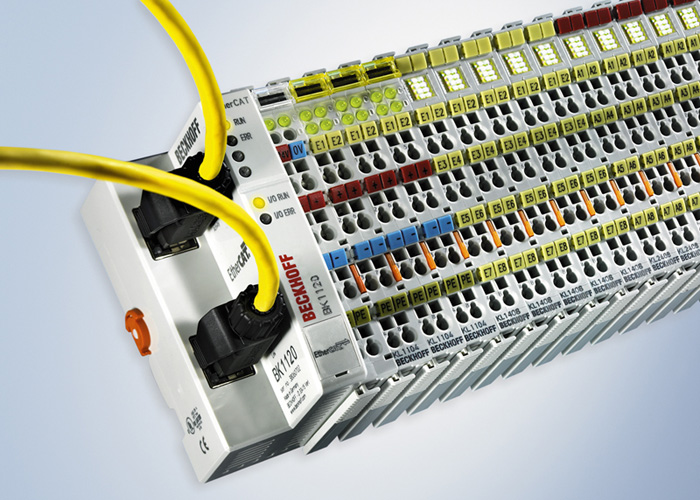
Busklemmen mit Ethernet-Verbindung

Eine Busklemme ist eine weiterentwickelte Reihenklemme, welche unterschiedliche analoge und digitale Eingangs- und Ausgangssignale verarbeiten kann. Sie wird einfach und kompakt wie eine konventionelle Reihenklemme untergebracht und verdrahtet, verfügt aber im Gegensatz zur Reihenklemme über eine intelligente Elektronik. In Schaltschränken und Klemmkästen kommen zunehmend Busklemmen mit Buskopplern wie EtherCAT oder SERCOS zum Einsatz.

## Aufbau
Eine Busklemmeneinheit besteht üblicherweise aus einem Buskoppler und einer größeren Anzahl von elektronischen Reihenklemmen. Der Buskoppler verfügt über eine Schnittstelle zu einem Feldbus und bindet auf diese Weise die Busklemmen in das Steuerungssystem ein. Buskoppler mit eigener Intelligenz werden als Busklemmen-Controller bezeichnet. Sie verfügen in kleinem Rahmen bereits über SPS-Funktionalität und können kleinere Steuerungsaufgaben dezentral, ohne Eingriff des Steuerungsrechners, abarbeiten.
Die Kommunikation zwischen dem Buskoppler und den einzelnen Busklemmen erfolgt üblicherweise über einen internen Klemmenbus. Die Verbindung zwischen den Busklemmen erfolgt kabellos über Kontakte.
Die Montage einer Busklemmeneinheit erfolgt in einem Schaltschrank auf einer DIN-Hutschiene. Moderne Systeme erlauben die willkürliche Aneinanderreihung von Busklemmen unterschiedlichster Signalarten. Auch der Austausch einzelner Busklemmen oder die nachträgliche Erweiterung der Busklemmeneinheit ist bei diesen Systemen im Rahmen der systemphysikalischen Grenzen möglich. Üblicherweise werden Busklemmen nach Signalarten sortiert zusammengesteckt, was der Übersichtlichkeit in einem Schaltschrank zugutekommt.

## Anwendungsbereiche
Busklemmen werden überall dort eingesetzt, wo analoge und digitale Ein- und Ausgänge (I/Os) verdrahtet und über einen Feldbus an eine Steuerung übertragen werden sollen. Hauptaufgabe ist es, die Vielzahl von unterschiedlichen Signalen, z. B. an einer Maschine, zu bündeln und über ein einheitliches Bussignal zur Steuerung weiterzuleiten bzw. Befehle von der Steuerung an die Aktoren weiterzugeben. Durch den Einsatz von Masterklemmen innerhalb eines Busklemmenstranges ist es möglich, Signale von Unterebenen, welche über ein anderes Feldbussignal miteinander kommunizieren, in den übergeordneten Feldbus zu übernehmen. Darüber hinaus ist es mit speziellen Klemmen möglich, Antriebe direkt aus dem Klemmenverbund heraus zu steuern.
Ursprünglich wurde die Busklemme für die industrielle Automatisierungstechnik entwickelt. Ihr Haupteinsatzbereich ist der Maschinen- und Anlagenbau. Durch die fortschreitende Entwicklung im Bereich Building Automation kommen Busklemmen mittlerweile auch bei der Automatisierung von Gebäuden zum Einsatz. Inzwischen wurden für diesen Bereich spezielle Klemmen entwickelt, welche auf die besonderen Anforderungen in der Gebäudeautomation ausgerichtet sind. Dazu gehören z. B. Dimmerklemmen zur Steuerung von Beleuchtungseinrichtungen, Triac-Klemmen zur Steuerung von Jalousienmotoren und Kommunikations- bzw. Masterklemmen, welche die in der Gebäudetechnik verbreiteten Bussysteme in das übergeordnete Bussystem integrieren.

## Signalarten
Busklemmen gibt es u. a. für die folgenden Ein- und Ausgangssignale:

### Digitale Signale
- DC: 5 V, 24 V, 48 V, 120 V
- AC: 120 V, 230 V, 400 V
- NAMUR
- Binäre Signale
- PWM
- Schrittmotor
- DC-Motor-Endstufe
- sichere Signale

### Analoge Signale
- 0–2 V, 0–10 V, +/− 2 V, +/− 10 V
- 0/4–20 mA
- Thermoelemente
- Widerstandssensoren, -brücken
- Oszilloskop
- Druckmessung
- Leistungsmessung
- Weg-/Winkelmessung

## Feldbusse
Busklemmen können in Kombination mit sehr vielen Bussystemen eingesetzt werden. Inzwischen gibt es Buskoppler u. a. für die folgenden Feldbusse: Profibus, Profinet IO, Ethernet Powerlink, EtherCAT, CANopen, Lightbus, Interbus, DeviceNet, ControlNet, CC-Link, Modbus, Fipio, SERCOS, SERCOS III, RS232, RS485, Ethernet TCP/IP, USB, AS-Interface, DALI/DSI, EIB und LON.